# Claire-Jeanne Jézéquel
Claire-Jeanne Jézéquel, née en 1965 à Fontenay-aux-Roses est une sculptrice minimaliste et abstraite française.

## Jeunesse et formation
Claire-Jeanne Jézéquel est née en 1965 à Fontenay-aux-Roses. Elle est d'abord étudiante  à l'École des Beaux-Arts de Grenoble de 1983 à 1985  puis à l'Institut des hautes études en arts plastiques à Paris en 1988 et 1989. Parallèlement elle  poursuit ses études à la Villa Arson, en design d’espace et dans la section art; elle soutient son examen devant Gina Pane et obtient son diplôme  en 1988. Elle commence sa carrière à la fin des années 1980. En 1991 et 1992, elle est pensionnaire à la Villa Médicis à Rome. En 2001, elle est lauréate de la bourse d’art monumental d’Ivry-sur-Seine,. En 1993, elle est en résidence d’artiste à la Fondation Cartier à Jouy-en-Josas.

## Sculpture abstraite
Les objets de Claire-Jeanne Jézéquel sont à la fois des constructions spatiales et des dessins dans l’espace; elle mène une réflexion sur la sculpture aux lisières du dessin et de l'architecture , privilėgiant les matériaux simples utilisés pour la construction de bâtiment. Catherine Millet explique qu'il y a chez Claire-Jeanne Jézéquel le souhait de « garder à l’esprit comment les œuvres sont fabriquées ».
Pour sans titre de 1990, des photographies contrecollées sur des demi-cercles sont posées à même le sol venant perturber la ligne horizontale entre le mur et le sol.
Dans Col legno en 1992, Claire-Jeanne Jézéquel fixe de longues plaques de bois au mur; elle utilise un matériau sans volume propre comme ces plaques de bois qu'elle va découper, plier, remplir de plâtre pour imposer leur propre volume dans l'espace.
À partir de 1998, ses sculptures sont constituées d'assemblage de plaques de bois, posées sur des tréteaux comme s'il s'agissait de tableaux réels.
En 2013, pour la série  Sketches des plaques de plâtre sont découpées, contrecollées et assemblées sur des rails de métal. Elles sont recouvertes d’une seule couleur : noir, bleu ou rouge.

## Citation de l'artiste
«Le paysage pour moi, tel que je le pense et qu'il me sert dans mon travail, c'est le paysage qui s'adresse à l’œil, c'est-à-dire l'image, le paysage comme image mentale»

## Expositions personnelles
- Liquid(e)space, galerie Jean Fournier, juillet 2017[11]
- Sketches, Galerie Jean Fournier, Paris, 2013
- Sketches, Domaine de Kerguéhennec, Bignan, 2012
- La Maréchalerie, Versailles, 2008
- Dé-finir, Galerie Xippas, Paris, 2007
- Surfaces communes, Galerie RDV, Nantes, 2007
- ça, ça, et ça, Château de Jau, Case de Pène, 2007
- FRAC Corse, Corte, 2000
- Galerie Xippas, Paris, 1999[2]
- Centre international d'art et du paysage de Vassivière, Vassivière, 1998
- Nouvelle galerie, Grenoble, 1996

## Collections publiques
- Collection de la ville de Nantes, dépôt à l'École supérieure des Beaux-Arts de Nantes-Métropole
- Ville d’Ivry-sur-Seine, commande publique dans le cadre de la XIIIe bourse d’art monumental
- Domaine de Chamarande, fonds départemental de l’Essonne
- Fonds régional d'art contemporain (Frac), Alsace
- Frac, Corse
- Le Plateau / Frac Ile-de-France, Paris
- Frac, Provence-Côte d’Azur, Marseille
- Frac, Limousin
- Fonds national d'art contemporain, Paris
- Frac Franche-Comté, Besançon
- Frac, Languedoc-Roussillon